# Kalcerrytus
Kalcerrytus là một chi nhện trong họ Salticidae.